# بارتشيس
البارتشيس (بالإسبانية: parchís)‏ البارتشي أو البارشي هو لعبة ألواح إستراتيجية ترجع أصولها إلى القرن 15 بالهند، وهي لعبة شعبية في إسبانيا وشمال المغرب (حيث تعرف بالبارتشي). تلعب البارتشيس بنرد وأربعة أقراص لكل لاعب (عدد اللاعبين يمكن أن يكون 2 أو 4 أو حتى 6 أو 8 في بعض الألواح الحديثة). هدف اللعبة هو أن يحاول كل لاعب إيصال أقراصه انطلاقا من نقطة البداية (الدار) إلى الهدف النهائي، محاولا خلال مسيرته أن يعرقل مسار منافسيه بتقنيات الالتهام والسدود. اللاعب الأول الذي يوصل أقراصه كاملة للخانة النهائية يعتبر فائزا.

## تاريخ اللعبة
تم اشتقاق البارتشيس من لعبة الباتشيسي (Pachisi) الهندية على غرار مجموعة من ألعاب الألواح الأخرى مثل:
- البارتشيزي (Parcheesi) المخترع سنة 1867 في الولايات المتحدة
- اللودو (Ludo) الذي اخترع سنة 1896 في بريطانيا وهو صيغة مبسطة للباتشيسي موجهة للأطفال
- الباركيس (Parqués) الصيغة الكولومبية للعبة

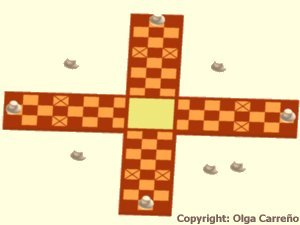
لوح لعبة الباتشيسي (Pachisi) الأصلية
لوح لعبة البارتشيزي (Parcheesi)
لوح لعبة اللودو (Ludo)
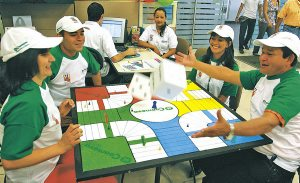
لوح لعبة الباركيس (Parqués)

من المحتمل أن تكون اللعبة الأصلية كانت تمارس، في القرن الخامس عشر، داخل البلاط الملكي للإمبراطور المغولي جلال الدين أكبر. حيث يحكى أن الملك كان يتربع على عرشه متوسطا رقعة اللعب، التي لم تكن سوى حديقة القصر. وكان التنافس بين أجمل فتيات الهند اللواتي يتحركن في رقعة اللعب على غرار الأقراص المستعملة حاليا. كانت أكياس من الأصداف تلعب وظيفة النرد حيث تلقي كل لاعبة محتوى كيسها، ويتم احتساب عدد خانات التقدم بنفس عدد الأصداف التي سقطت وقعرها موجه للأعلى. كان عدد الأصداف الأقصى المسموح به هو 25، وهو العدد المسمى في اللغة الهندية ب (pacisi)، ومنه اشتق اسم اللعبة الأصلية.

ساهمت العلاقات التجارية بين أوروبا والهند في انتشار اللعبة عالميا وتطويرها عبر صيغ مختلفة. ومنذ 1999 تنظم بطولة عالمية للبارتشيس ببلدة إيلكرادو (El Grado) بمقاطعة وشقة الإسبانية.

## قوانين اللعبة
لا يوجد قانون موحد للعبة حيث تتميز البارتشيس بمتغيرات حسب المناطق الجغرافية، وفيما يلي جرد شامل للقواعد الثابتة مع الإشارة لأهم المتغيرات:

### اللاعبون
- يلعب البارتشيس بين لاعبين أو أربعة لاعبين أو زوجين (4 لاعبين مقسمين إلى فريقين). هناك بعض الصيغ النادرة بألواح خاصة تسمح بلعب 6 أو 8 لاعبين.
- يلعب كل لاعب بأربعة أقراص فريدة اللون (صفراء أو زرقاء أو خضراء أو حمراء)، أو بثمانية أقراص في حالة لاعبين (مع تجميع الزرقاء والخضراء ضد الصفراء والحمراء).
- يستعمل نرد مكعب واحد لجميع اللاعبين، أوجهه مرقمة من 1 إلى 6، وجرت العادة على استعمال وعاء اسطواني لرمي النرد (يسمى البرميل في شمال المغرب).

### اصطلاحات
يتواصل لاعبو البارشيس فيما بينهم بعرف اصطلاحي محدد. وفيما يلي أهم المصطلحات المستعملة بتسمياتها الشائعة:
- الديار أو السجون (casas o cárceles): وهي الخانات المربعة الملونة المتواجدة في أركان لوح اللعب.
- المخارج أو نقط البداية (salidas): وهي الخانات المستطيلة الصغيرة الملونة والمرقمة المتواجدة بمحاداة مع الديار.
- الخانات المؤمنة (seguros): وهي الخانات المستطيلة الصغيرة الوشومة بالرمادي في لوحة اللعب أعلاه (في الفقرة التقديمية للمقالة).
- خانات الوصول (metas): وهي الخانات المثلثة الملونة المتمركزة في وسط لوح اللعب.
- الممر (pasillo): وهي مجموع الخانات الملونة التي تسلكها الأقراص قبل بلوغ خانة الوصول.
- السد أو القنطرة (barrera o puente): وهو توصيف لتواجد قرصين من نفس اللون في نفس الخانة، ويتم فتح السد عند تحريك أحد القرصين.
- الالتهام (comer): يستعمل المصطلح عندما يؤدي تحريك قرص إلى تموقعه مع قرص منافس في نفس الخانة، مما يؤدي إلى تأخير القرص المنافس بإرجاعه للبداية (الدار).

نظرا لوجود متغيرات حاسمة في قواعد اللعبة يحدد اللاعبون القواعد قبل انطلاق اللعب.

### البداية
يختار كل لاعب لونا (أصفر أو أزرق أو أحمر أو أخضر)، ثم يرمي كل لاعب النرد ويعطى سبق البداية لصاحب أكبر نتيجة. في بعض المناطق، يعطى السبق دائما لذي اللون الأصفر ثم للذي على يمينه وهكذا دواليك.

### قواعد التحرك
قواعد عامة
- في البداية توضع جميع الأقراص في الدار ذات اللون الموافق.
- تلعب اللعبة بالدور بين اللاعبين. يرمي كل لاعب النرد ويلعب اللعبة الموافقة لنتيجة النرد ثم يسلم الدور للاعب الموجود على يمينه. يلعب اللاعب أكثر من دور في حال نتيجة 6 في رمية النرد.
- لا يمكن للاعب رفض اللعب إلا في حالة استحالة تحريك أي قرص وفق نتيجة النرد.
- يتم تحريك الأقراص في الاتجاه المعاكس لعقارب الساعة انطلاقا من الدار إلى الخانة النهائية ذات نفس اللون. لا يمكن تحريك الأقراص الموجودة في الخانة النهائية.
- لا يمكن تحريك قرص إلى خانة تضم قرصين آخرين إلا في حالة واحدة: وجود قرصين خصمين في خانة الانطلاق، وحصول اللاعب على 5 في رمية النرد، عندها يمكنه تحرير قرصه من الدار ووضعه في خانة الانطلاق مقصيا القرصين المنافسين.

نتيجة 5 بالنرد
- عند الحصول على نتيجة 5 في رمية النرد يجبر اللاعب على إخراج قرص من الدار ووضعه في خانة الانطلاق. عند الاستحالة لوجود قرصين آخرين للاعب في نفس خانة الانطلاق، أو عند عدم وجود أقراص أصلا ليتم إخراجها، يحرك اللاعب إحدى الأقراص الأخرى بخمس خانات.
- في بعض المناطق، تمكن رمية بداية ب 5 من إخراج قرصين من الدار إلى خانة الانطلاق.

نتيجة 1 أو 2 أو 3 أو 4
- في هذه الحالة يحرك اللاعب إحدى الأقراص بعدد خانات موافق للنتيجة.

نتيجة 6 بالنرد
- في حالة الحصول على 6، يحرك اللاعب إحدى أقراصه بست خانات إذا كانت الدار لا تزال تضم أقراصا غير محررة. وفي حال عدم وجود اقراص في الدار يتحرك بعدد خانات أكبر. يختلف هذا العدد حسب المناطق، فالأكثر شيوعا هو 7 (في إسبانيا) و 12 (في المغرب) ويمكن أن يصل ل 20 (و هي حالة نادرة). وفي بعض المتغيرات يكون العدد اختياريا بين 6 و 7 أو بين 6 و 12.
- نتيجة 6 تتيح للاعب الاحتفاظ بالدور (3 أدوار كحد أقصى). في حالة نتيجة 6 في الدور الثالث، يتم إرجاع آخر قرص تم تحريكه للدار، اللهم إذا كانت نقلة ال 6 الثانية مستحيلة أو إذا كان القرص المعني داخل الممر (في بعض متغيرات البارتشيس يمتد الاستثناء أيضا للخانات المؤمنة).
- في بعض المتغيرات، لا يوجد أي استثناء لإقصاء آخر قرص تم تحريكه عند ال 6 الثالثة.

### السدود والقناطر
- لا يمكن لأي قرص أن يتجاوز سدا كان من نفس اللون أو من لون منافس.
- إذا كان أحد اللاعبين يغلق المسار بسد، يتوجب عليه حله في حالة حصوله على 6 في رمية النرد، أن يفتح السد. الاستثناء الوحيد لهذه القاعدة هو أن يكون فتح السد مستحيلا لتواجد سد آخر على مسافة تقل عن ست خانات.
- بعض المتغيرات تمنع تكوين سد مع قرص منافس، في الخانات المؤمنة.
- لا يسمح بتكوين السدود إلا في الخانات المؤمنة في بعض المتغيرات.

### الالتهام
- في حالة تحريك قرص نحو خانة بيضاء (غير مؤمنة) تضم قرصا منافسا، يتم التهام القرص المنافس، ويترتب على العملية إرجاع القرص المنافس للدار، وإعطاء اللاعب حق تحريك أحد أقراصه ب 20 خانة، في حدود الممكن.
- لا يمكن الالتهام في نقط البداية أو الخانات المؤمنة.
- في نقط البداية، وفي حالة إخراج اللاعب لقرص (بعد رميه 5 بالنرد) ووجود قرص (أو قرصين) منافس (ين) في نقطة البداية، يتم التهام آخر الأقراص الواصلة وربح تحريك اختياري ب 20 خانة. في بعض المتغيرات، يتم التهام القرصين وربح تحريكين ب 20 خانة.

### النهاية
- يصل قرص لخانة الوصول إما برمية حاسمة بنفس عدد الخانات التي تفصله عن خانة الوصول، أو بنقلة 10 أو 20 (غنيمة التهام) في حالة بعده ب 10 أو 20 عن خانة الوصول. بالنسبة لنقلة ال 10 المذكورة فهي ربح في حالة إيصال قرص آخر لخانة الوصول.
- اللاعب الذي يوصل جميع أقراصه لخانة الوصول يعتبر فائزا. يستمر اللاعبون الآخرون في اللعب مع إلغاء دور اللاعب الفائز وهكذا دواليك.

## لعبة الزوجي
- في لعبة الزوجي، يتقابل عنصرا الزوج في لوحة اللعب، وهكذا يلعب الزوج الموافق للونين الأزرق والأخضر مع الزوج الموافق للونين الأحمر والأصفر.
- تفاعل أقراص الزوج الواحد تتنوع حسب المتغيرات، ففي بعض الصيغ، يجبر لاعبا الزوج الواحد على الالتهام المتبادل (وربح تحريك ب 20 خانة)، وفي صيغ أخرى تلغى هذه القاعدة وتتعايش قرصا الزوج في نفس الخانة، لتكوين سد لأقراص منافسة وقنطرة نفاذة للأقراص الصديقة.
- في حالة إخراج قرص من الدار إلى نقطة البداية التي تضم قرصا أو أقراص منافسة، يتم التهام الأقراص المنافسة.
- يعتبر الزوج فائزا إن استطاع كلا العنصرين أن يوصلا جميع أقراصهما إلى خانتي الوصول. في بعض الصيغ، يكتفى بوصول أقراص عنصر واحد لإعلان الزوج فائزا.